# بوب هال (عازف بيانو)
بوب هال (بالإنجليزية: Bob Hall)‏ هو عازف بيانو بريطاني، ولد في 13 يونيو 1942 في West Byfleet ‏ في المملكة المتحدة.

## وصلات خارجية
- بوب هال على موقع ميوزك برينز (الإنجليزية)
- بوب هال على موقع ديسكوغز (الإنجليزية)